# Ronde van Slowakije 2008
De Ronde van Slowakije 2008 (Slowaaks: Okolo Slovenska 2008) was de 52e editie van deze rittenkoers, die begon op 3 september en eindigde op 7 september.

## Etappe-overzicht
| etappe | datum       | start   | finish       | afstand  | winnaar              | klassementsleider          |
| ------ | ----------- | ------- | ------------ | -------- | -------------------- | -------------------------- |
| 1e     | 3 september | Zvolen  | Zvolen       | 140,5 km | Miguel Ángel Rubiano | Miguel Ángel Rubiano       |
| 2e     | 4 september | Zvolen  | Dohňany      | 148,8 km | Fabio Terrenzio      | Miguel Ángel Rubiano       |
| 3e     | 5 september | Dohňany | Bánovce      | 195,5 km | Aleksejs Saramotins  | Kristoffer Gudmund Nielsen |
| 4e (a) | 6 september | Bánovce | Jankov Vŕšok | 15,8 km  | Sergei Firsanov      | Kristoffer Gudmund Nielsen |
| 4e (b) | 6 september | Bánovce | Žilina       | 109,2 km | Martin Pedersen      | Kristoffer Gudmund Nielsen |
| 5e     | 7 september | Žilina  | Žilina       | 102,2 km | Adam Wadecki         | Kristoffer Gudmund Nielsen |

## Algemeen klassement
| rang | renner                     | land       | tijd        |
| ---- | -------------------------- | ---------- | ----------- |
| 1    | Kristoffer Gudmund Nielsen | Denemarken | 16u 37' 40" |
| 2    | Peter Kusztor              | Hongarije  | op 43"      |
| 3    | Sergei Firsanov            | Rusland    | op 1'30"    |
| 4    | Luca Zanasca               | Italië     | op 1'50"    |
| 5    | Miguel Ángel Rubiano       | Colombia   | op 1' 58"   |
| 6    | Aleksandr Djatsjenko       | Kazachstan | op 3' 03"   |
| 7    | Łukasz Bodnar              | Polen      | op 3' 34"   |
| 8    | Paul Brousse               | Frankrijk  | op 3' 54"   |
| 9    | Radosław Romanik           | Polen      | op 3' 57"   |
| 10   | Dariusz Baranowski         | Polen      | op 4' 03"   |

1954 · 1955 · 1956 · 1957 · 1958 · 1959 · 1960 · 1961 · 1962 · 1963 · 1964 · 1965 · 1966 · 1967 · 1968 · 1969 · 1970 · 1971 · 1972 · 1973 · 1974 · 1975 · 1976 · 1977 · 1978 · 1979 · 1980 · 1981 · 1982 · 1983 · 1984 · 1985 · 1986 · 1987 · 1988 · 1989 · 1990 · 1991 · 1992 · 1993 · 1994 · 1995 · 1996 · 1997 · 1998 · 1999 · 2000 · 2001 · 2002 · 2003 · 2004 · 2005 · 2006 · 2007 · 2008 · 2009 · 2010 · 2011 · 2012 · 2013 · 2014 · 2015 · 2016 · 2017 · 2018 · 2019 · 2020 · 2021 · 2022 · 2023 · 2024